# 海南省教育厅
海南省教育厅是海南省人民政府的组成部门、主管海南省教育工作的省级教育行政部门。